# Jean-Charles Chenu

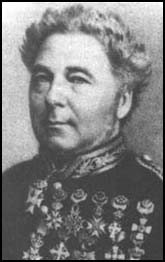
Jean-Charles Chenu

Jean-Charles Chenu (* 30. August 1808 in Metz; † 12. November 1879 in Paris) war ein französischer Zoologe. Er war vor allem als Malakologe und Mammaloge aktiv.

## Leben und Wirken
Nachdem Chenu die Schule in Metz besucht hatte, begann er dort ein Medizinstudium, das er in Straßburg und Paris fortsetzte. Als Militärarzt diente er bei der Eroberung Algeriens in den Jahren 1829/30. Bei seiner Rückkehr nach Frankreich tobte dort eine Choleraepidemie, von der auch der Polizeipräfekt Gabriel Delessert (1786–1858) betroffen war, dessen Leben Chenu rettete. Delesserts Bruder Benjamin Delessert besaß eine prächtige naturhistorische Sammlung, deren Kurator Chenu schließlich wurde. Zu dieser Zeit veröffentlichte er erste naturhistorische Werke. So publizierte er über das Muschelkabinett von Benjamin Delessert, welches unter dem Namen Notice sur le musée conchyliologique de M. le Baron Benjamin Delessert erschien.
Im Jahr 1845 übersetzte er Natural History of British Shells von Edward Donovan (1768–1837), The Universal Conchologist von Thomas Martyn und American conchology von Thomas Say ins Französische.
Es folgte 1847 mit Lecons élémentaires d'histoire naturelle ein Lehrbuch über die Naturgeschichte mit einer speziellen Abhandlung über die Conchologie. Gleichzeitig publizierte er mit Illustrations conchyliologiques viele Muscheltafeln, die mit Illustrationen von Jean-Gabriel Prêtre, August Goldfuß, Émile-René Ménard (1862–1930), Thiolat und anderen in mehreren Lieferungen bis ins Jahr 1858 erschienen.
Unter Chenus Federführung erschien eine 23-bändige Enzyklopädie der Naturgeschichte (Zoologie). Zu deren Mitarbeitern zählten unter anderem Eugène Anselme Sébastien Léon Desmarest (1816–1889) (z. B. Ringelwürmer, Raubtiere, Käfer, Krustentiere, Muscheln, Zoophyten, Dickhäuter, Wiederkäuer, Zahnlose, Wale, Beuteltiere, Kloakentiere, Reptilien, Fische, Nager), Aristide Dupuis (1823–1883) (z. B. Botanik), Marc Athanase Parfait Œillet Des Murs (1804–1894) (z. B. Vögel) und  Pierre Hippolyte Lucas (1814–1899) (z. B. Schmetterlinge). Zusammen mit Des Murs und Jules Verreaux veröffentlichte er ein mehrbändiges Lehrbuch über die Vögel.
Von Chenu stammt unter anderem die Erstbeschreibung der Gießkannenmuschel Verpa philippinensis.
Chenu publizierte aber nicht nur im naturhistorischen Bereich. Für den Bericht, den er 1865 über das Gesundheitswesen der Armee in den Ostgebieten von 1854 bis 1856 verfasste, wurde er mit dem grande prix de statistique ausgezeichnet, den er der Académie française spendete. Weitere Publikationen widmete er der Militärhygiene und -medizin während der Kriege Frankreichs in Italien, China und Mexiko
Im Jahr 1872 bekam er einen Schlaganfall. Er wurde im März 1879 ins Hôtel des Invalides eingeliefert, in dem er auch verstarb.

## Mitgliedschaften und Ehrungen
Im Jahr 1839 wurde Chenu von Félix Édouard Guérin-Méneville als Mitglied Nummer 168 der Société Cuvierienne vorgestellt. 1864 gründete er die Société de secours aux blessés militaires und wurde 1870 Direktor der Ambulanz der Gesellschaft. Per Dekret wurde er am 15. Juli 1871 zum Kommandeur der Ehrenlegion ernannt.

## Dedikationsnamen
César Auguste Récluz beschrieb 1842 die Miesmuschelart Gregariella chenui zu seinen Ehren. Die von Hippolyte Crosse 1857 beschriebe Art Conus chenui wird heute als Synonym für Conus ferrugineus Hwass in Bruguière, 1792 betrachtet. Félix Édouard Guérin-Méneville ehrte ihn in der Augenfalterart Ypthima chenui. Benoît Philibert Perroud und Xavier Montrouzier nannten 1864 eine neue Kurzflüglerart Diplostictus chenui.

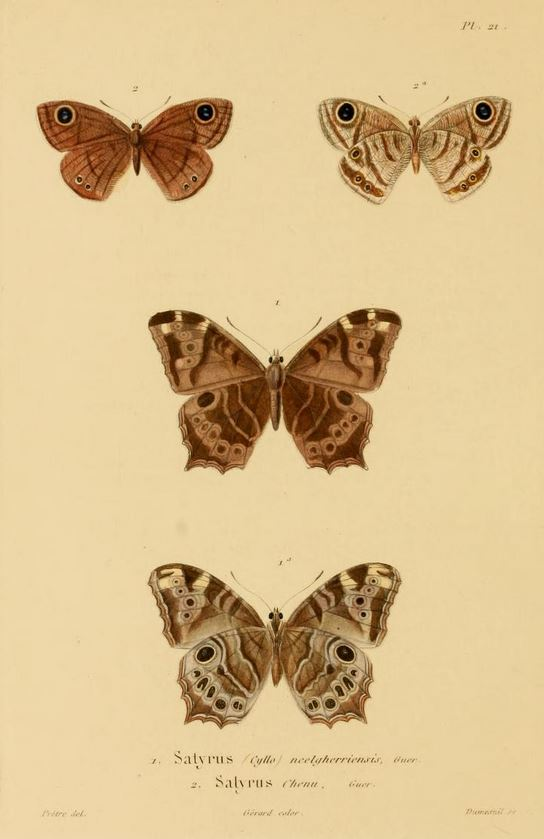
Ypthima chenui (Figur 2 und 2a) illustriert von Jean-Gabriel Prêtre

## Schriften
- Rapport sur le choléra-morbus, adressé à M. le colonel baron de l'Étang. Imprimerie de Jean-Baptiste Alzine, Perpignan 1835 (gallica.bnf.fr).
- Illustrations conchyliologiques: ou description et figures de toutes les coquilles connues vivantes et fossiles classées suivant le système de Lamarck. Band 1. A. Franck, Libraire, Paris 1842 (biodiversitylibrary.org).
- Illustrations conchyliologiques: ou description et figures de toutes les coquilles connues vivantes et fossiles classées suivant le système de Lamarck. Band 2. A. Franck, Libraire, Paris 1842 (biodiversitylibrary.org).
- Notice sur le musée conchyliologique de M. le Baron Benjamin Delessert. impr. de Béthune et Plon, Paris 1844 (biodiversitylibrary.org).
- Übersetzung von Thomas Says Werk American conchology: Conchologie Americáine ou descriptions et figures des coquilles du nord de l'Amérique. A. Franck, Libraire-Éditeur, Paris 1845 (books.google.de).
- Übersetzung von Edward Donovans Werk Natural History of British Shells: Histoire Naturelle des Coquilles d'Angleterre comprenant la figure et la description de toutes les espèces découvertes jusqu'ici dans ce pais, classées d'après le système de Linné. A. Franck, Libraire-Éditeur, Paris 1845 (books.google.de).
- Übersetzung von Thomas Martyns Werk The Universal Conchologist: Le conchyliologiste universel, ou figures des coquilles jusqu'à présent inconnues recueillies en divers voyages à la mer du sud depuis l'année 1764. A. Franck, Libraire-Éditeur, Paris 1845 (books.google.de).
- Lecons élémentaires d'histoire naturelle, comprenant un apercu sur toute la zoologie et un traité de conchyliologie. Dauvin et Fontaine, Paris 1847 (biodiversitylibrary.org).
- Encyclopédie d'histoire naturelle ou Traité complet de cette science d'après les travaux des naturalistes les plus éminents, accompagné des Tables alphabétiques des noms vulgaires et scientifiques de tous les animaux décrits et figurés dans cette encyclopédie, dressées par Desmarests, Paris: Didot, 23 Bände, 1850 bis 1861
- Manuel de conchyliologie et de paléontologie conchyliologique. Band 1. Libraire Victor Masson, Paris 1859 (online gallica.bnf.fr).
- Manuel de conchyliologie et de paléontologie conchyliologique. Band 2. Libraire Victor Masson, Paris 1862 (online gallica.bnf.fr).
- mit Marc Athanase Parfait Œillet Des Murs, Jules Verreaux: Leçons élémentaires sur l'histoire naturelle des oiseaux. Band 1, Nr. 1. L. Hachette, Paris 1862 (online gallica.bnf.fr).
- mit Marc Athanase Parfait Œillet Des Murs, Jules Verreaux: Leçons élémentaires sur l'histoire naturelle des oiseaux. Band 1, Nr. 2. L. Hachette, Paris 1862 (gallica.bnf.fr).
- mit Marc Athanase Parfait Œillet Des Murs, Jules Verreaux: Leçons élémentaires sur l'histoire naturelle des oiseaux. Band 2. L. Hachette, Paris 1862 (gallica.bnf.fr).
- mit Marc Athanase Parfait Œillet Des Murs, Jules Verreaux: Musée Ornithologique. Collection des Planches coloriées de tous les Oiseaux connus, classés par Ordres, Familles et Genres. Paris 1862 (Online – Nur Information zum Buch).
- mit Marc Athanase Parfait Œillet Des Murs: La fauconnerie ancienne et moderne - Supplement au Tome deuxième Leçons élémentaires sur l'histoire naturelle des oiseaux. Band 1. L. Hachette, Paris 1862 (archive.org).
- Rapport au Conseil de santé des armées sur les résultats du service médico-chirurgical aux ambulances de Crimée et aux hôpitaux militaires français en Turquie, pendant la campagne d'Orient en 1854-1855-1856. Victor Masson et fils, Paris 1865 (gallica.bnf.fr).
- Recrutement de l'armée et population de la France. J. Dumaine, Victor Masson et fils, Paris 1867 (gallica.bnf.fr).
- Statistique médico-chirurgicale de la campagne d'Italie en 1859 et 1860: Service des ambulances et des hôpitaux militaires et civils. Band 1. Librairie Militaire de J. Dumaine, Paris 1869 (gallica.bnf.fr).
- Statistique médico-chirurgicale de la campagne d'Italie en 1859 et 1860: Service des ambulances et des hôpitaux militaires et civils. Band 2. Librairie Militaire de J. Dumaine, Paris 1869 (gallica.bnf.fr).
- Statistique médico-chirurgicale de la campagne d'Italie en 1859 et 1860: Service des ambulances et des hôpitaux militaires et civils. Atlas. Librairie Militaire de J. Dumaine, Paris 1869 (gallica.bnf.fr).
- De la mortalité dans l'armée, et des moyens d'économiser la vie humaine: extraits des statistiques médico-chirurgicales des campagnes de Crimée en 1854-1856 et d'Italie en 1859. Librairie Hachette Et Cie, Paris 1870 (gallica.bnf.fr).
- Ornithologie du chasseur: histoire naturelle, moeurs, habitudes chasse des oiseaux de plaine, de bois et de marais. J. Rothchild, Paris 1870 (biodiversitylibrary.org).